# Liste der Lieder von Melanie C
Dies ist eine Liste der Lieder der britischen Sängerin Melanie C. Aufgelistet sind alle Lieder der Alben Northern Star (1999), Reason (2003), Beautiful Intentions (2005), This Time (2007), The Sea (2011), Stages (2012), Version of Me (2016) und Melanie C (2020). Des Weiteren befinden sich alle Nicht-Album-Tracks und Cover in dieser Liste.
Die Songtitel sind alphabetisch sortiert. Die Liste gibt Auskunft über die Autoren, das Album und das Erscheinungsjahr.

## 76 Lieder

### A
| # | Titel                                                                      | Autoren                                                                                  | Album                                                           | Jahr |
| - | -------------------------------------------------------------------------- | ---------------------------------------------------------------------------------------- | --------------------------------------------------------------- | ---- |
| 1 | All About You                                                              | Guy Chambers, Lauren Christie, Chuck Harmony                                             | The Sea                                                         | 2011 |
| 2 | Ain’t Got No, I Got Life                                                   | Galt MacDermot, Gerome Ragni, James Rado                                                 | Stages                                                          | 2012 |
| 3 | Already Gone                                                               |                                                                                          |                                                                 | 2007 |
| 4 | Angel on My Shoulder                                                       |                                                                                          | Goin’ Down (Single-CD)                                          | 1999 |
| 5 | Another Hundred People                                                     | Stephen Sondheim                                                                         | Stages                                                          | 2012 |
| 6 | Anymore erschien als Single                                                | Melanie Chisholm, Adam Argyle                                                            | Version of Me                                                   | 2016 |
| 7 | Anything Goes                                                              | Cole Porter                                                                              | Stages (iTunes-Bonustrack)                                      | 2012 |
| 8 | Aren’t You Kinda Glad We Did?                                              | George Gershwin, Ira Gershwin                                                            | Stages                                                          | 2012 |
| 9 | Around The World (Alex Christensen & The Berlin Orchestra feat. Melanie C) | Alex Christensen, Peter Koenemann, Sergej Evgenevich Zhukov, Aleksej Evgenevich Potekhin | Classical 90s Dance 2 (Alex Christensen & The Berlin Orchestra) | 2018 |

### B
| # | Titel                                    | Autoren                                                                | Album                | Jahr |
| - | ---------------------------------------- | ---------------------------------------------------------------------- | -------------------- | ---- |
| 1 | Be the One                               | Melanie Chisholm, Phil Thornalley, David Munday                        | Northern Star        | 1999 |
| 2 | Beautiful Intentions erschien als Single | Melanie Chisholm, Paul Boddy, Dele Ladimeji                            | Beautiful Intentions | 2005 |
| 3 | Beautiful Mind                           | Melanie Chisolm, Adam Argyle, Daniel Davidsen, Jason Gill, Mich Hansen | The Sea              | 2011 |
| 4 | Better Alone erschien als Single         | Melanie Chisholm, Peter-John Vettese                                   | Beautiful Intentions | 2005 |
| 5 | Blame                                    | Melanie Chisholm, Peter-John Vettese                                   | Version of Me        | 2016 |
| 6 | Blame It on Me                           | Melanie Chisholm, Niamh Murphy, Samuel Brennan, Tom Hollings           | Melanie C            | 2020 |
| 7 | Both Sides Now                           | Joni Mitchell                                                          | Stages               | 2012 |
| 8 | Burn                                     | Melanie Chisholm, Argyle                                               | The Sea              | 2011 |

### C
| # | Titel                        | Autoren                                        | Album                      | Jahr |
| - | ---------------------------- | ---------------------------------------------- | -------------------------- | ---- |
| 1 | Carolyna erschien als Single | Steve Mac, Melanie Chisholm, Paul Gendler      | This Time                  | 2007 |
| 2 | Closer                       | Billy Steinberg, Rick Nowels, Melanie Chisholm | Northern Star              | 1999 |
| 3 | Cruel Intentions             | Melanie Chisholm, Dee Adam, James Earp         | Think About It (Single-CD) | 2011 |

### D
| # | Titel                                                                          | Autoren                                         | Album                                                           | Jahr |
| - | ------------------------------------------------------------------------------ | ----------------------------------------------- | --------------------------------------------------------------- | ---- |
| 1 | Dear Life erschien als Single                                                  | Melanie Chisholm, Adam Argyle                   | Version of Me                                                   | 2016 |
| 2 | Do I                                                                           | Melanie Chisholm, Phil Thornalley, David Munday | Reason                                                          | 2003 |
| 3 | Don’t Let Me Go (Feat. Adam Argyle)                                            | Adam Argyle, Jill Jackson                       | This Time                                                       | 2007 |
| 4 | Don’t Need This                                                                | Melanie Chisholm, Greg Hatwell, Marc Lane       | Beautiful Intentions                                            | 2005 |
| 5 | Don’t Talk Just Kiss (Alex Christensen & The Berlin Orchestra feat. Melanie C) | Fred Fairbrass, Richard Fairbrass, Rob Manzoli  | Classical 90s Dance 2 (Alex Christensen & The Berlin Orchestra) | 2018 |
| 6 | Drown                                                                          | Melanie Chisolm, Argyle, Jodi Marr              | The Sea                                                         | 2011 |

### E
| # | Titel                  | Autoren                                                                          | Album                           | Jahr |
| - | ---------------------- | -------------------------------------------------------------------------------- | ------------------------------- | ---- |
| 1 | End of Everything      | Melanie Chisholm, Sacha Skarbek                                                  | Melanie C                       | 2020 |
| 2 | Enemy                  | Melanie Chisholm, Greg Hatwell                                                   | The Sea                         | 2011 |
| 3 | Escalator              | Melanie Chisholm, Tom Wilding, Richard Judge                                     | Version of Me                   | 2016 |
| 4 | Escape                 | Melanie Chisholm, Darren Emilio Lewis, Iyiola Babatunde Babalola, Poppy Bascombe | Melanie C                       | 2020 |
| 5 | Everything Must Change | Melanie Chisholm, Henry Priestman, Guy Batson                                    | Next Best Superstar (Single-CD) | 2005 |

### F
| # | Titel                                    | Autoren                                        | Album                              | Jahr |
| - | ---------------------------------------- | ---------------------------------------------- | ---------------------------------- | ---- |
| 1 | Fearless (Melanie C feat. Nadia Rose)    | Melanie Chisholm, Paul O’Duffy, Nadia Rose     | Melanie C                          | 2020 |
| 2 | Feel the Sun                             | Rick Nowels, Melanie Chisholm                  | Northern Star                      | 1999 |
| 3 | First Day of My Life erschien als Single | Guy Chambers, Enrique Iglesias                 | Beautiful Intentions               | 2005 |
| 4 | Follow Me                                | Billy Steinberg, Bryan Adams, Melanie Chisholm | Northern Star (Single-CD)          | 1999 |
| 5 | Forever Again                            | Adam Argyle, Lee Groves, Kevin D. Hughes       | This Time                          | 2007 |
| 6 | Fragile                                  | Melanie Chisholm, Greg Hatwell                 | The Moment You Believe (Single-CD) | 2007 |

### G
| # | Titel                               | Autoren                                                                             | Album                | Jahr |
| - | ----------------------------------- | ----------------------------------------------------------------------------------- | -------------------- | ---- |
| 1 | Ga Ga                               | Melanie Chisholm, Phil Thornalley, David Munday                                     | Northern Star        | 1999 |
| 2 | Get Out of Here                     | Melanie Chisholm, Peter-John Vettese                                                | The Sea              | 2011 |
| 3 | Go!                                 | Melanie Chisholm, William Ørbit                                                     | Northern Star        | 1999 |
| 4 | Goin’ Down erschien als Debütsingle | Richard Stannard, Melanie Chisholm, Julian Gallagher                                | Northern Star        | 1999 |
| 5 | Good Enough                         | Aleksandra Denton, Darren Emilio Lewis, Iyiola Babatunde Babalola, Melanie Chisholm | Melanie C            | 2020 |
| 6 | Good Girl                           | Melanie Chisholm, Tore Johansson                                                    | Beautiful Intentions | 2005 |

### H
| # | Titel                                               | Autoren                                                      | Album                | Jahr |
| - | --------------------------------------------------- | ------------------------------------------------------------ | -------------------- | ---- |
| 1 | Here and Now                                        | Melanie Chisholm, Simmons, Matty Benbrook                    | Beautiful Intentions | 2005 |
| 2 | Here I Am                                           | Melanie Chisholm, Tom Neville, Poppy Bascombe                | Melanie C            | 2020 |
| 3 | Here it Comes Again                                 | Marius De Vries, Robert Howard, Melanie Chisholm,            | Reason               | 2003 |
| 4 | High Heels erschien als Single; feat. Sink The Pink | Melanie Chisholm, Benjamin Garrett, Rae Morris               | High Heels           | 2019 |
| 5 | Hold On erschien als Single; feat. Alex Francis     | Melanie Chisholm, Greg Hatwell, Alex Francis, Jonas Westling | Version of Me        | 2016 |
| 6 | Home                                                | Melanie Chisholm, David Arnold                               | Reason               | 2003 |

### I
| #  | Titel                                                                | Autoren                                                         | Album                                                         | Jahr |
| -- | -------------------------------------------------------------------- | --------------------------------------------------------------- | ------------------------------------------------------------- | ---- |
| 1  | I Don’t Know How To Love Him erschien als Digital-Single             | Andrew Lloyd Webber, Tim Rice                                   | Stages                                                        | 2012 |
| 2  | I Just Don’t Know What to Do With Myself                             | Burt Bacharach, Hal David                                       | Stages                                                        | 2012 |
| 3  | I Know Him So Well erschien als Single (Melanie C feat. Emma Bunton) | Benny Andersson, Björn Ulvaeus, Tim Rice                        | Stages                                                        | 2012 |
| 4  | I Love You Without Trying                                            | Rick Nowels, Melanie Chisholm                                   | On The Horizon (Single-CD)                                    | 2003 |
| 5  | I Only Have Eyes for You                                             | Al Dubin, Harry Warren                                          | Stages                                                        | 2012 |
| 6  | I Turn to You erschien als Single                                    | Billy Steinberg, Rick Nowels, Melanie Chisholm                  | Northern Star                                                 | 1999 |
| 7  | I Want Candy erschien als Single                                     | Gerald Goldstein, Bert Russell, Richard Gottehrer, Bob Feldman  | This Time                                                     | 2007 |
| 8  | I Wish (Jools Holland & His Rhythm & Blues Orchestra with Melanie C) | Stevie Wonder                                                   | Sirens Of Song (Jools Holland & His Rhythm & Blues Orchestra) | 2014 |
| 9  | I Wonder What It Would Be Like                                       | Billy Steinberg, Rick Nowels, Melanie Chisholm                  | Never Be The Same Again (Single-CD)                           | 2000 |
| 10 | If That Were Me erschien als Single                                  | Rick Nowels, Melanie Chisholm                                   | Northern Star                                                 | 1999 |
| 11 | Immune                                                               | Pete Woodroffe, James Bourne, Charlie Grant                     | This Time                                                     | 2007 |
| 12 | In and Out of Love                                                   | Melanie Chisholm, Biff Stannard, Jonathan Howard, Joseph Murphy | Melanie C                                                     | 2020 |
| 13 | Independence Day                                                     |                                                                 | Bend It Like Beckham (Original-Soundtrack)                    | 2002 |
| 14 | Into You                                                             | Melanie Chisholm, Samuel Brennan, Tom Hollings, Niamh Murphy    | Melanie C (Deluxe Edition)                                    | 2020 |

### K
| # | Titel       | Autoren | Album                   | Jahr |
| - | ----------- | ------- | ----------------------- | ---- |
| 1 | Knocked Out |         | Yeh Yeh Yeh (Single-CD) | 2003 |

### L
| #  | Titel                                | Autoren                                                                      | Album                                         | Jahr |
| -- | ------------------------------------ | ---------------------------------------------------------------------------- | --------------------------------------------- | ---- |
| 1  | Last Night on Earth                  | Melanie Chisholm, Phil Thornalley, David Munday                              | Beautiful Intentions                          | 2005 |
| 2  | Let’s Love erschien als Single       | Melanie Chisholm, Phil Thornalley David Munday                               | Reason                                        | 2003 |
| 3  | Let There Be Love                    | Peter Plate, Ulf Leo Sommer, Hanne Sørvaag                                   | The Sea                                       | 2011 |
| 4  | Like That                            |                                                                              | Here It Comes Again (Single-CD)               | 2003 |
| 5  | Little Piece of Me                   | Pete Woodroffe, Melanie Chisholm, Richard Buckton,                           | Beautiful Intentions                          | 2005 |
| 6  | Living Without You                   |                                                                              | Let’s Love (Single-CD)                        | 2003 |
| 7  | Lose Myself in You                   | Melanie Chisholm, Matt Rowe, Stefan Skarbek                                  | Reason                                        | 2003 |
| 8  | Love To You                          |                                                                              | Here It Comes Again (Single-CD)               | 2003 |
| 9  | Loving You (Matt Cardle / Melanie C) | Matt Cardle, Melanie Chisholm, Jez Ashurst, Will Talbot, Jamie Scott         | Loving You (Single) (Matt Cardle / Melanie C) | 2013 |
| 10 | Loving You Better                    | Melanie Chisholm, Moses Ayo Samuels, Olaniyi Michael Akinkunmi, Varren Wade, | Version of Me                                 | 2016 |

### M
| # | Titel              | Autoren                                     | Album     | Jahr |
| - | ------------------ | ------------------------------------------- | --------- | ---- |
| 1 | May Your Heart     | Pete Woodroffe, James Bourne, Charlie Grant | This Time | 2007 |
| 2 | Maybe This Time    | John Kander, Fred Ebb                       | Stages    | 2012 |
| 3 | Melt               | Melanie Chisholm, Guy Chambers              | Reason    | 2003 |
| 4 | My Funny Valentine | Lorenz Hart, Richard Rodgers                | Stages    | 2012 |

### N
| # | Titel                                                         | Autoren                                                                     | Album                | Jahr |
| - | ------------------------------------------------------------- | --------------------------------------------------------------------------- | -------------------- | ---- |
| 1 | Never Be the Same Again erschien als Single; feat. Lisa Lopes | Lisa Lopes, Melanie Chisholm, Rhett Lawrence, Paul F. Cruz, Lorenzo Martin  | Northern Star        | 1999 |
| 2 | Never Say Never                                               | Greg Haver                                                                  | Beautiful Intentions | 2005 |
| 3 | Next Best Superstar erschien als Single                       | Adam Argyle                                                                 | Beautiful Intentions | 2005 |
| 4 | Northern Star erschien als Single                             | Rick Nowels, Melanie Chisholm                                               | Northern Star        | 1999 |
| 5 | Nowhere to Run                                                | Melanie Chisholm, Ash Howes, Biff Stannard                                  | Melanie C            | 2020 |
| 6 | Numb                                                          | Melanie Chisholm, Moses Ayo Samuels, Olaniyi Michael Akinkunmi, Varren Wade | Version of Me        | 2016 |

### O
| # | Titel                              | Autoren                                         | Album                          | Jahr |
| - | ---------------------------------- | ----------------------------------------------- | ------------------------------ | ---- |
| 1 | On the Horizon erschien als Single | Rick Nowels, Melanie Chisholm, Gregg Alexander  | Reason                         | 2003 |
| 2 | One by One                         | Melanie Chisholm, James Walsh                   | The Sea                        | 2011 |
| 3 | One Minute                         | Melanie Chisholm, Tom Wilding, Richard Judge    | Version Of Me (Deluxe Edition) | 2017 |
| 4 | Our History                        | Melanie Chisholm, Paul Boddy, Dele Ladimeji     | Version of Me                  | 2016 |
| 5 | Out of Time                        | Melanie Chisholm, Phil Thornalley, David Munday | This Time                      | 2007 |
| 6 | Overload                           | Melanie Chisholm, Jonny Lattimer, George Reid   | Melanie C                      | 2020 |

### P
| # | Titel                | Autoren                                          | Album     | Jahr |
| - | -------------------- | ------------------------------------------------ | --------- | ---- |
| 1 | Positively Somewhere | Melanie Chisholm, Phil Thornalley, Colin Campsie | Reason    | 2003 |
| 2 | Protected            | Cathy Dennis, Melanie Chisholm, Guy Chambers     | This Time | 2007 |

### R
| # | Titel                             | Autoren                                                                     | Album                            | Jahr |
| - | --------------------------------- | --------------------------------------------------------------------------- | -------------------------------- | ---- |
| 1 | Reason                            | Melanie Chisholm, Peter John Vettese                                        | Reason                           | 2003 |
| 2 | Rock Me erschien als Single       | Melanie Chisholm, David Jost, Dave Roth                                     | The Sea                          | 2011 |
| 3 | Room For Love erschien als Single | Melanie Chisholm, Moses Ayo Samuels, Olaniyi Michael Akinkunmi, Varren Wade | Version of Me                    | 2016 |
| 4 | Runaway                           | Melanie Chisholm, Tore Johansson                                            | First Day Of My Life (Single-CD) | 2005 |

### S
| #  | Titel                                  | Autoren                                                         | Album                                        | Jahr |
| -- | -------------------------------------- | --------------------------------------------------------------- | -------------------------------------------- | ---- |
| 1  | Self Love                              | Melanie Chisholm, Tom Neville, Poppy Bascomb                    | Melanie C (Deluxe Edition)                   | 2020 |
| 2  | Set You Free (Jodie Harsh x Melanie C) | Melanie Chisholm, Jodie Harsh                                   | Set You Free (The Night EP) (Digital-Single) | 2012 |
| 3  | Something for the Fire                 | Melanie Chisholm, Olly Knights, Gale Paridjanian                | Version of Me                                | 2016 |
| 4  | Something Wonderful                    | Oscar Hammerstein, Richard Rodgers                              | Stages                                       | 2012 |
| 5  | Soul Boy                               | Paul Buchanan                                                   | Reason                                       | 2003 |
| 6  | Stop This Train                        |                                                                 | Rock Me (Single-CD)                          | 2011 |
| 7  | Stronger                               | Melanie Chisholm, Shelly Poole, Ole Henrik Antonsen, Lars Aass  | Let There Be Love (Single-CD)                | 2011 |
| 8  | Stupid Game                            | Melanie Chisolm, Argyle, Martin Brammer                         | The Sea                                      | 2011 |
| 9  | Suddenly Monday                        | Richard Stannard, Melanie Chisholm, Matt Rowe, Julian Gallagher | Northern Star                                | 1999 |
| 10 | Sunrise (Jodie Harsh x Melanie C)      | Melanie Chisholm, Jodie Harsh                                   | Set You Free (The Night EP) (Digital-Single) | 2012 |

### T
| # | Titel                                      | Autoren                                                        | Album                      | Jahr |
| - | ------------------------------------------ | -------------------------------------------------------------- | -------------------------- | ---- |
| 1 | Take Your Pleasure                         | Melanie Chisholm, Paul Boddy, Dele Ladimeji                    | Beautiful Intentions       | 2005 |
| 2 | Tell Me It’s Not True                      | Willy Russell                                                  | Stages                     | 2012 |
| 3 | The Moment You Believe erschien als Single | Melanie Chisholm, Peter John Vettese                           | This Time                  | 2007 |
| 4 | The Sea                                    | Melanie Chisholm, Richard "Biff" Stannard                      | The Sea                    | 2011 |
| 5 | Think About It erschien als Single         | Chisolm, Adam Argyle, Daniel Davidsen, Jason Gill, Mich Hansen | The Sea                    | 2011 |
| 6 | This Time erschien als Single              | Adam Argyle                                                    | This Time                  | 2007 |
| 7 | Touch Me                                   | Gary Kemp, Rui Da Silva, Cassandra Fox                         | Melanie C (Deluxe Edition) | 2020 |

### U
| # | Titel       | Autoren                       | Album         | Jahr |
| - | ----------- | ----------------------------- | ------------- | ---- |
| 1 | Understand  | Melanie Chisholm, Adam Argyle | This Time     | 2007 |
| 2 | Unravelling | Rick Nowels, Melanie Chisholm | Version of Me | 2016 |

### V
| # | Titel         | Autoren                                          | Album         | Jahr |
| - | ------------- | ------------------------------------------------ | ------------- | ---- |
| 1 | Version of Me | Melanie Chisholm, Tom Wilding, Nicholas Atkinson | Version of Me | 2016 |

### W
| #  | Titel                                           | Autoren                                                      | Album                                        | Jahr |
| -- | ----------------------------------------------- | ------------------------------------------------------------ | -------------------------------------------- | ---- |
| 1  | Walk Away (Jodie Harsh x Melanie C)             | Melanie Chisholm, Jodie Harsh                                | Set You Free (The Night EP) (Digital-Single) | 2012 |
| 2  | Warrior                                         | Melanie Chisholm, Peter John Vettese                         | Better Alone (Single-CD)                     | 2006 |
| 3  | Water                                           | Melanie Chisholm, Tore Johansson                             | Reason                                       | 2003 |
| 4  | We Love To Entertain You                        |                                                              |                                              |      |
| 5  | Weak                                            | Jez Ashurt, Ina Wroldsen                                     | The Sea                                      | 2011 |
| 6  | What If I Stay                                  | Adam Argyle, Jill Jackson                                    | This Time                                    | 2007 |
| 7  | When You’re Gone (Bryan Adams feat. Melanie C.) | Bryan Adams, Eliot Kennedy                                   | On A Day Like Today (Bryan Adams)            | 1998 |
| 8  | Who I Am                                        | Ash Howes, Biff Stannard, Bryn Christopher, Melanie Chisholm | Melanie C                                    | 2020 |
| 9  | Why                                             | Melanie Chisholm, Marius De Vries, Steve Sidelnyk            | Northern Star                                | 1999 |
| 10 | Wonderland                                      |                                                              |                                              |      |

### Y
| # | Titel                           | Autoren                                                                         | Album                | Jahr |
| - | ------------------------------- | ------------------------------------------------------------------------------- | -------------------- | ---- |
| 1 | Yeh Yeh Yeh erschien als Single | Melanie Chisholm, Tore Johansson                                                | Reason               | 2003 |
| 2 | You Taught Me                   |                                                                                 |                      |      |
| 3 | You Will See                    | Melanie Chisholm, Carsten Kroeyer, Jacob Binzer, Ajelown Owais, Deborah Odedere | Beautiful Intentions | 2005 |
| 4 | Your Mistake                    | Melanie Chisholm, Adam Argyle                                                   | This Time            | 2007 |
| 5 | You’ll Get Yours                | Melanie Chisholm, Peter-John Vettese                                            | Beautiful Intentions | 2005 |